# كالي السفلي (دودانغة)
کالي السفلی (بالفارسية: کلی سفلی) هي قرية تقع في إيران في قسم دودانغة الریفي. يقدر عدد سكانها بـ 121 نسمة بحسب إحصاء 2016.